# Donnerskirchen
Donnerskirchen (ungarisch Fertőfehéregyháza, Fehéregyház; kroatisch Bijela Crikva) ist eine Marktgemeinde mit 1881 Einwohnern (Stand 1. Jänner 2024) im Bezirk Eisenstadt-Umgebung im Burgenland in Österreich.

## Geografie

### Geografische Lage

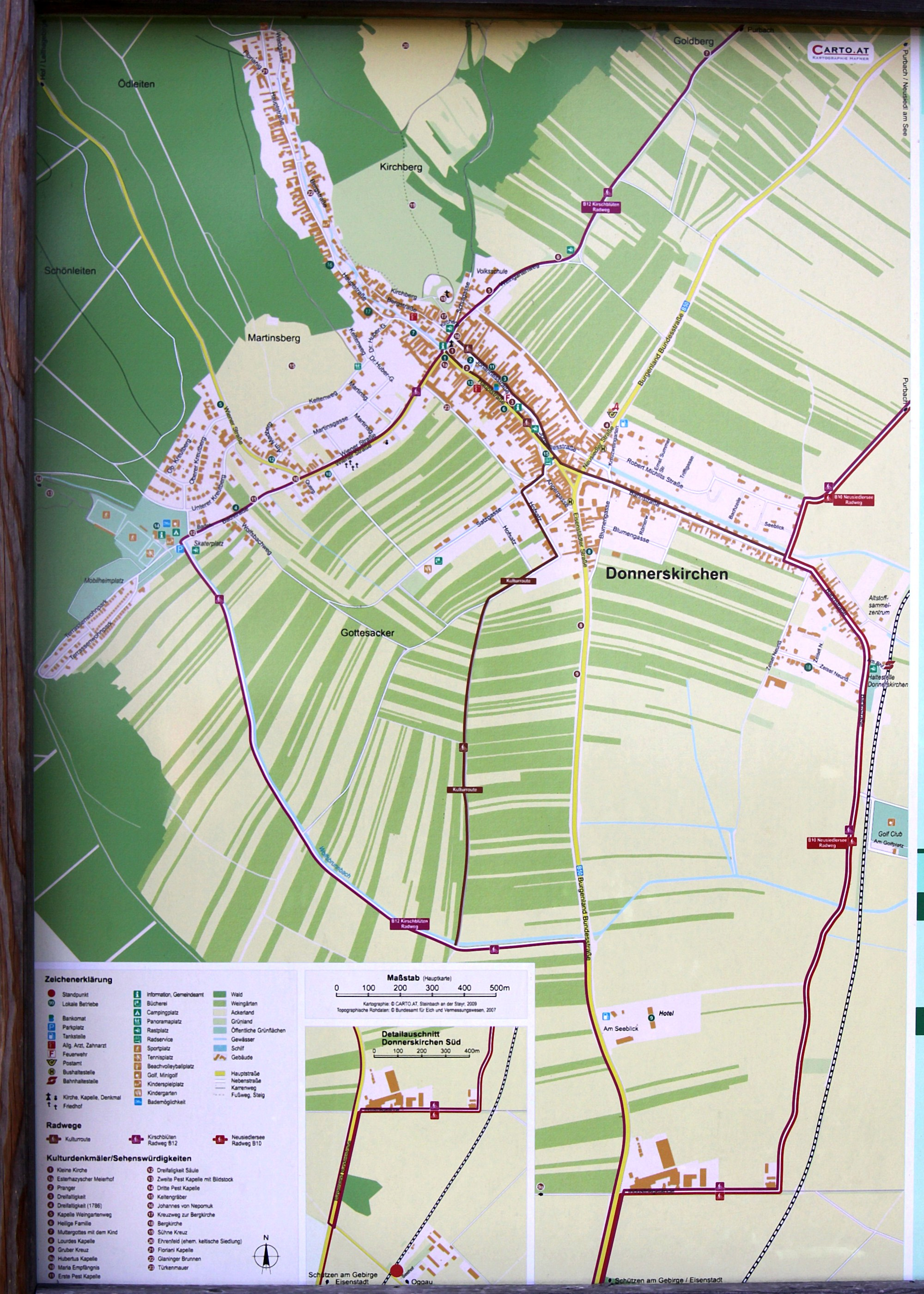
Ortsplan von Donnerskirchen

Die Gemeinde liegt im nördlichen Burgenland rund zehn Kilometer nordöstlich der Landeshauptstadt Eisenstadt zwischen dem Leithagebirge und dem Neusiedler See.
Teile des Gemeindegebietes befinden sich im Naturpark Neusiedler See - Leithagebirge.

### Nachbargemeinden
| Hof am Leithaberge (BL) | Purbach                                     |                      |
| Au am Leithaberge (BL)  | Kompassrose, die auf Nachbargemeinden zeigt | Neusiedl am See (ND) |
| Schützen am Gebirge     |                                             | Oggau                |

### Gemeindegliederung
Donnerskirchen ist Ortschaft und Katastralgemeinde zugleich. Einziger Ortsteil ist die im Südosten von Donnerskirchen gelegene Weiler Seehof.

## Geschichte
Vor Christi Geburt war das Gebiet Teil des keltischen Königreiches Noricum und gehörte zur Umgebung der keltischen Höhensiedlung Burg auf dem Schwarzenbacher Burgberg.
Am Fuß des Leithagebirges wurden im Rahmen einer Notgrabung des Landesmuseums Burgenland in der Flur Wolfsbachried zwei Körperbestattungen aus der Latènezeit freigelegt und geborgen. Die beiden rechteckigen Schächte waren in den Kalksandstein gehauen und mit Holzverschalungen versehen worden. Im einen Grab war ein Mann im Alter zwischen 50 und 70 Jahren beigesetzt, im anderen eine Frau von 60 bis 80 Jahren. Die Gräber waren in Süd-Nord-Richtung ausgerichtet und waren bei ihrer Entdeckung bereits beraubt. Im Männergrab waren eine eiserne Lanzenspitze, ein Lanzenschuh, ein Rasiermesser und zwei Wetzsteine, eine unvollständige Eisenfibel, eine Tonschale, eine Tonflasche und einige Fragmente, die zu einer eisernen Schwertscheide gehörten, als Grabbeigaben vorgefunden worden. Im Frauengrab fanden die Ausgräber vier Bronzefibeln, einen Fingerring, eine Schale und zwei Tonflaschen.
Später unter den Römern lag das heutige Donnerskirchen dann in der Provinz Pannonia. Im Osten des Gemeindegebiets am Rande des Neusiedlersee-Schilfgürtels verläuft die Bernsteinstraße, eine der wichtigsten Handelsrouten des Römischen Reichs.

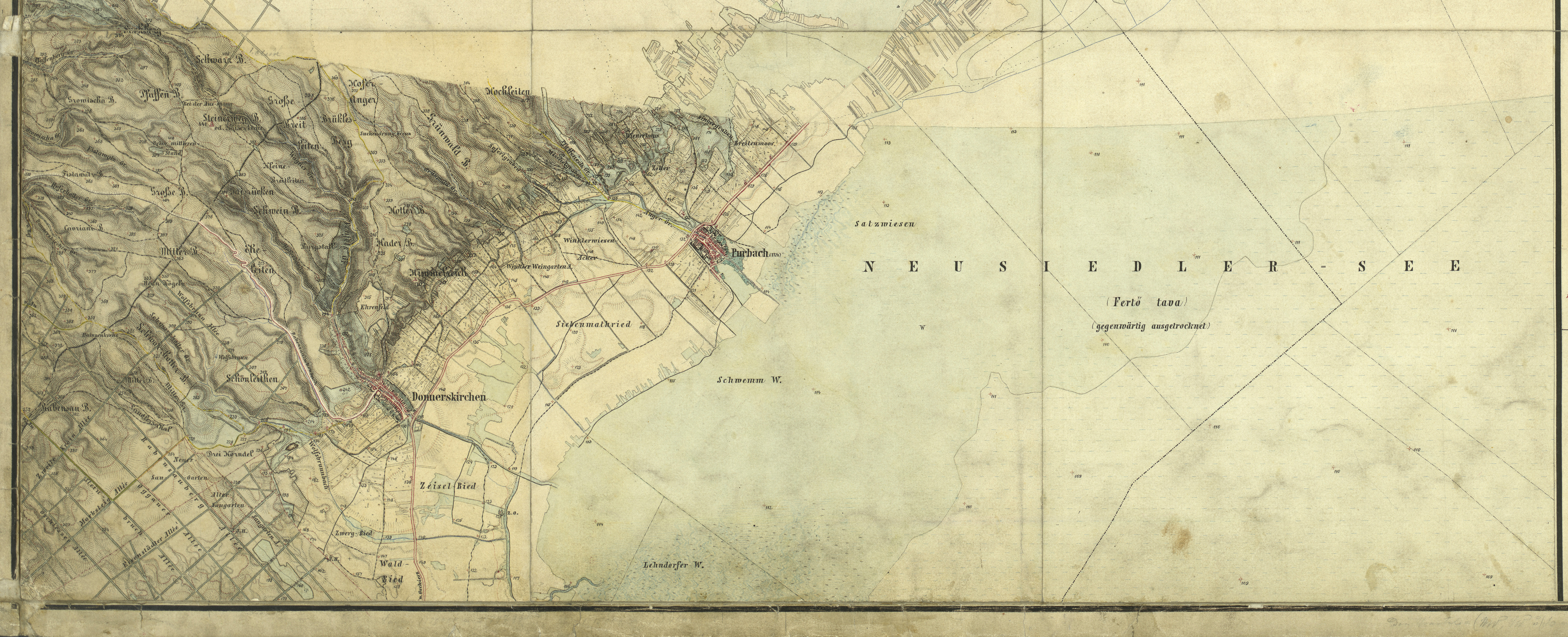
Donnerskirchen am damals ausgetrockneten Neusiedler See, um 1873 (Ausschnitt aus dem Aufnahmeblatt Landesaufnahme)

1659 wurde Donnerskirchen durch Kaiser Leopold I. das Marktrecht verliehen.
Der Ort gehörte wie das gesamte Burgenland bis 1920/21 zu Ungarn (Deutsch-Westungarn). Seit 1898 musste aufgrund der Magyarisierungspolitik der Regierung in Budapest der ungarische Ortsname Sopronfehéregyháza verwendet werden.
Nach Ende des Ersten Weltkriegs wurde nach zähen Verhandlungen Deutsch-Westungarn in den Verträgen von St. Germain und Trianon 1919 Österreich zugesprochen. Der Ort gehört seit 1921 zum neu gegründeten Bundesland Burgenland (siehe auch Geschichte des Burgenlandes).
Während des Zweiten Weltkriegs gehörte Donnerskirchen zum Bauabschnitt Mitte (Eisenstadt) des zu errichtenden Südostwalls. Im Lager Donnerskirchen (Sonderlager für ungarisch-jüdische Zwangsarbeiter) kam es Ende 1944 zu Akten extremer Grausamkeit, in deren späterer Verfolgung die Verurteilung des Baustreifenleiters Nikolaus Schorn besondere öffentliche Aufmerksamkeit erfuhr. Nach Schätzungen von Ortsbewohnern sollen im Lager Donnerskirchen 300 bis 400 Menschen zu Tode gekommen sein.

## Kultur und Sehenswürdigkeiten
- Grabhügel von Donnerskirchen

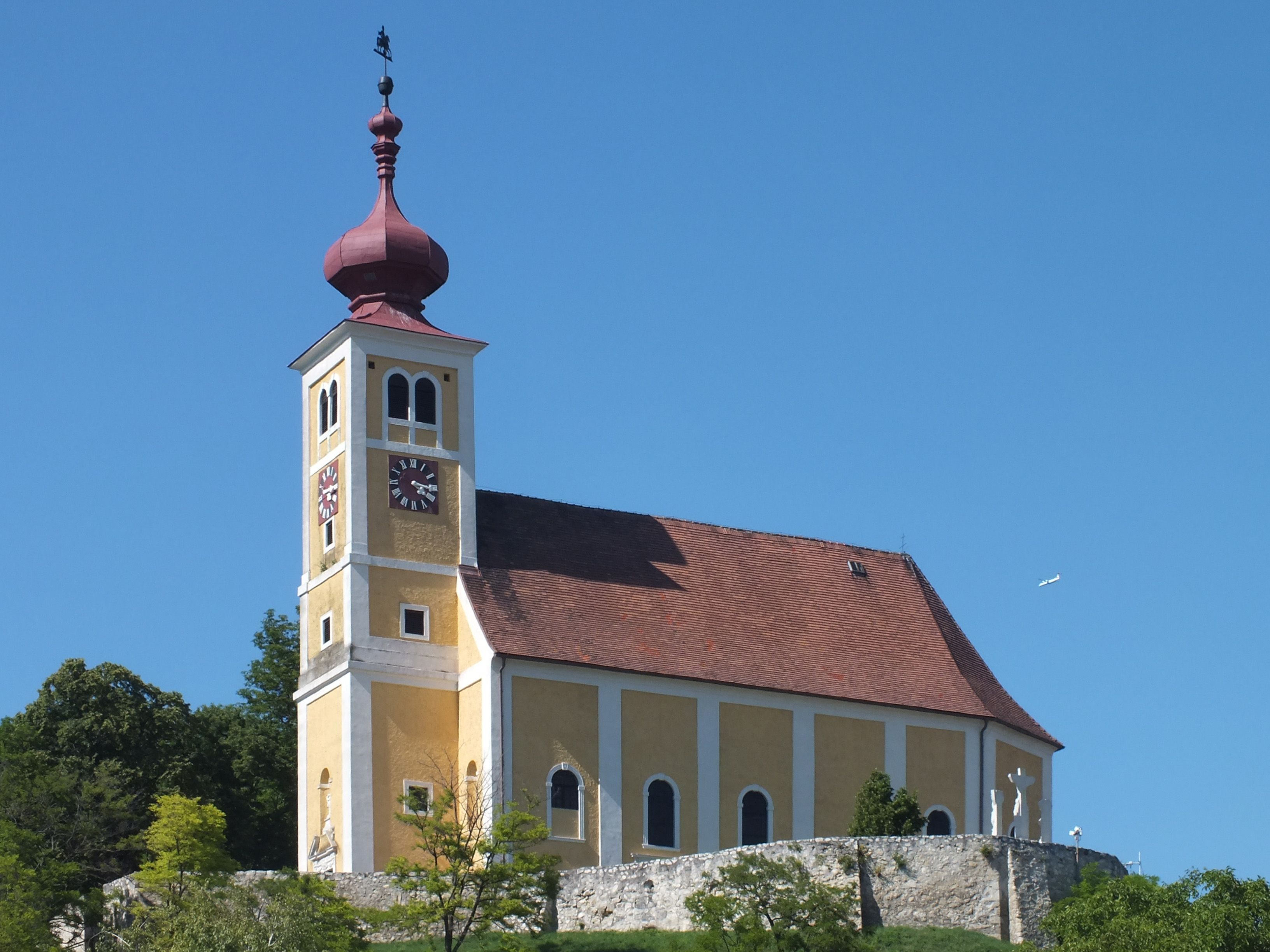
Pfarrkirche Donnerskirchen

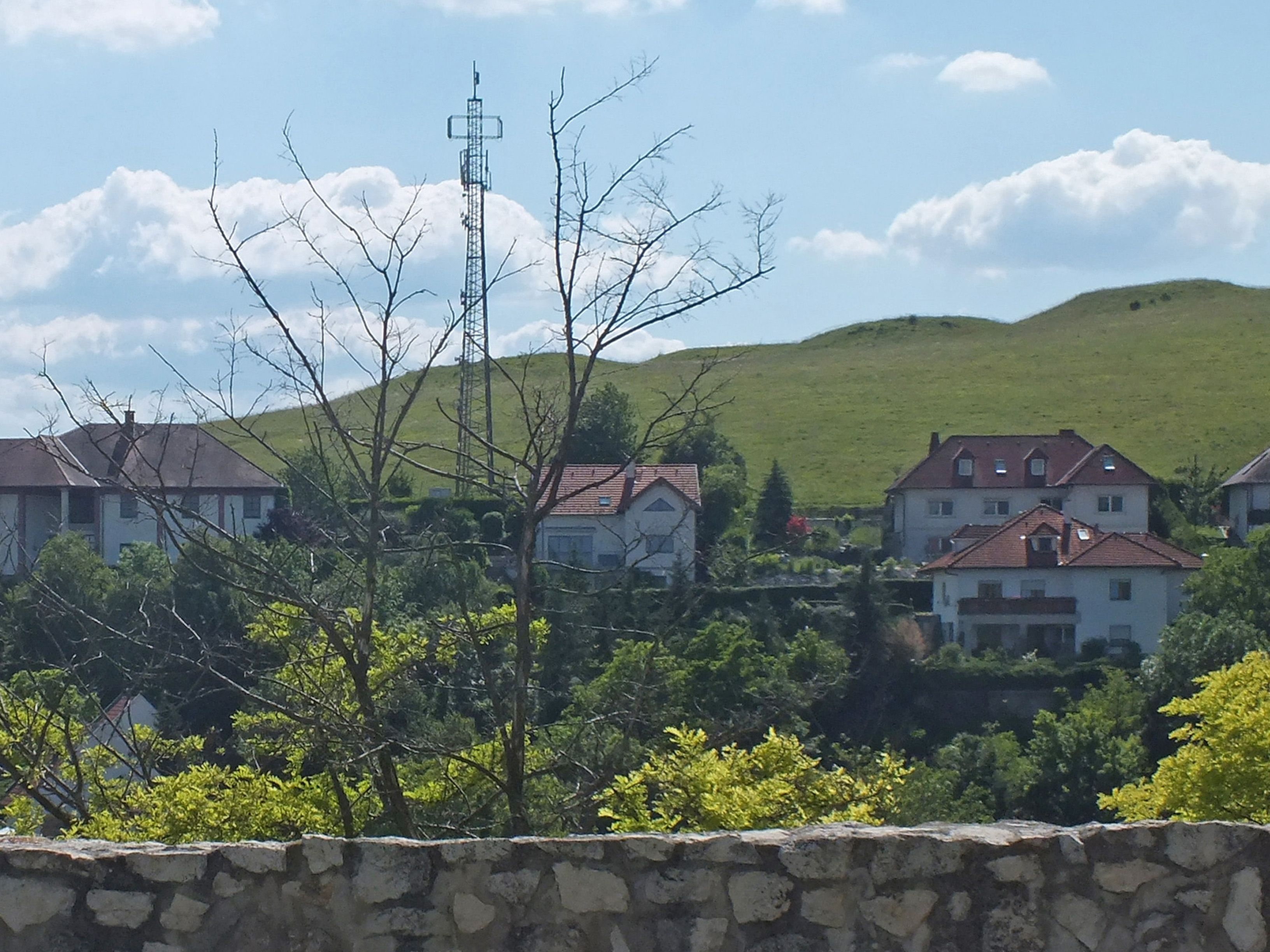
Grabhügel von Donnerskirchen

- Pfarrkirche Donnerskirchen: Der Barockbau wurde 1680 geweiht. Das Wahrzeichen von Donnerskirchen steht erhöht über dem Ort. Die Kirche, auch Bergkirche genannt, war in kriegerischen Zeiten (z. B. während der Zweiten Wiener Türkenbelagerung) letzter Zufluchtsort der Ortsbevölkerung.
- Die katholische Filialkirche hl. Johannes Nepomuk in der Ortsmitte von 1783 besitzt einen Hochaltar aus dem Augustinerkloster Bruck an der Leitha.
- Der historische Leisserhof geht auf Freiherr Christoph Leisser von Idolsberg und Kronseck zurück. 1653 erwarben die Esterházys den Leisserhof und nutzten ihn als ihr zentrales Weinlager. Als ihn 1956 die St.Martinus Winzer-Genossenschaft  von der Gemeinde Donnerskirchen erwarb, kam auch der Name Martinsschlössl auf. 2014 wurde der Hof an den Verein Genuss Burgenland verpachtet, der ihn renovierte und nun unter dem Namen Martinsschlössl betreibt.[6]

- Das Sonnenwaldbad im Westteil des Orts bietet seit 2002 zwei Niro-Becken. Ein Babybecken und eines mit fünf 25-m-Bahnen und 4 m hoher 38,5 m langer GFK-Rutsche. Camping, Skateboard-Park, Tennisplätze und ein Mobilheimpark grenzen an. Zuvor – ab 1970 – gab es hier 3 Betonbecken, mit Sprungbrett und dort 3,6 m Wassertiefe.
- Die Bergkirche von Donnerskirchen ist häufiger Veranstaltungsort von Konzerten des Geigers und Komponisten Toni Stricker.
- Prangersäule mit Richtschwert und Steinkugel an Kette für das Bein des zu Strafenden, aus 1660 an der Hauptstraße.

### Musik
- Musikverein 1. Burgenländische Trachtenkapelle Donnerskirchen,
- St. Martinus Chor,
- Gordon Highlanders of Austria,
- D' Original Sautanz-Musi

## Wirtschaft und Infrastruktur
Die Gemeinde am Osthang des Leithagebirges ist vor allem auf Grund ihrer international ausgezeichneten Winzer und deren Spitzenweine bekannt. Im Frühjahr beeindruckt die Gegend durch die zahlreichen blühenden Kirschbäume.

### Verkehr
- Donnerskirchen liegt an der Burgenland Straße (B 50) und ist Ausgangspunkt der Mannersdorfer Straße (B 15).
- Mit der Pannoniabahn verfügt die Gemeinde auch über einen Anschluss zur Ostbahn mit Direktverbindungen nach Wien.

Panoramabild von Donnerskirchen mit den Keltengrabhügeln im Vordergrund

## Politik

### Gemeinderat
Der Gemeinderat umfasst aufgrund der Einwohnerzahl insgesamt 21 Mitglieder.
| Partei          | 2022             | 2022             | 2022             | 2017             | 2017             | 2017             | 2012             | 2012             | 2012             | 2007             | 2007             | 2007             | 2002             | 2002             | 2002             | 1997             | 1997             | 1997             |
| Partei          | Sti.             | %                | M.               | Sti.             | %                | M.               | Sti.             | %                | M.               | Sti.             | %                | M.               | Sti.             | %                | M.               | Sti.             | %                | M.               |
| --------------- | ---------------- | ---------------- | ---------------- | ---------------- | ---------------- | ---------------- | ---------------- | ---------------- | ---------------- | ---------------- | ---------------- | ---------------- | ---------------- | ---------------- | ---------------- | ---------------- | ---------------- | ---------------- |
| ÖVP             | 768              | 60,24            | 13               | 757              | 63,67            | 14               | 707              | 54,13            | 11               | 574              | 46,78            | 10               | 558              | 47,05            | 9                | 403              | 38,38            | 7                |
| SPÖ             | 476              | 37,33            | 8                | 432              | 36,33            | 7                | 599              | 45,87            | 10               | 575              | 46,86            | 11               | 517              | 43,59            | 9                | 460              | 43,81            | 9                |
| FPÖ             | 24               | 1,88             | 0                | nicht kandidiert | nicht kandidiert | nicht kandidiert | nicht kandidiert | nicht kandidiert | nicht kandidiert | 31               | 2,53             | 0                | 111              | 9,36             | 1                | 187              | 17,81            | 3                |
| KLART           | 7                | 0,55             | 0                | nicht kandidiert | nicht kandidiert | nicht kandidiert | nicht kandidiert | nicht kandidiert | nicht kandidiert | nicht kandidiert | nicht kandidiert | nicht kandidiert | nicht kandidiert | nicht kandidiert | nicht kandidiert | nicht kandidiert | nicht kandidiert | nicht kandidiert |
| FBL             | nicht kandidiert | nicht kandidiert | nicht kandidiert | nicht kandidiert | nicht kandidiert | nicht kandidiert | nicht kandidiert | nicht kandidiert | nicht kandidiert | 47               | 3,83             | 0                | nicht kandidiert | nicht kandidiert | nicht kandidiert | nicht kandidiert | nicht kandidiert | nicht kandidiert |
| Wahlberechtigte | 1723             | 1723             | 1723             | 1664             | 1664             | 1664             | 1593             | 1593             | 1593             | 1511             | 1511             | 1511             | 1408             | 1408             | 1408             | 1291             | 1291             | 1291             |
| Wahlbeteiligung | 79,45 %          | 79,45 %          | 79,45 %          | 81,01 %          | 81,01 %          | 81,01 %          | 88,95 %          | 88,95 %          | 88,95 %          | 89,08 %          | 89,08 %          | 89,08 %          | 91,12 %          | 91,12 %          | 91,12 %          | 89,93 %          | 89,93 %          | 89,93 %          |

### Gemeindevorstand
[veraltet]Naben Bürgermeister Johannes Mezgolits (ÖVP) und Vizebürgermeister Elmar Rohrer (SPÖ) gehören weiters die geschäftsführenden Gemeinderäte Josef Bayer (ÖVP), Simone Braunstein (ÖVP), Franz Fuhrmann (ÖVP), Monika Graf-Rohrer (SPÖ) und Johannes Udulutsch (ÖVP) dem Gemeindevorstand an.
Gemeindekassier ist Michael Hoffmann (ÖVP).

### Bürgermeister
Bürgermeister ist Johannes Mezgolits (ÖVP), der 2012 die Nachfolge von Josef Frippus (SPÖ), der seit 1992 der Gemeinde vorstand, angetreten hat. Bei der Bürgermeisterdirektwahl am 1. Oktober 2017 wurde Mezgolits mit 66,23 % der Stimmen in seinem Amt bestätigt. Sein Mitbewerber Hans-Peter Hasieber (SPÖ) erhielt 33,77 %. Hasieber gab daraufhin seinen Verzicht auf ein Gemeinderatsmandat bekannt, weshalb Elmar Rohrer (SPÖ) im Rahmen der konstituierenden Sitzung des Gemeinderats zum Vizebürgermeister gewählt wurde.
Bei der Wahl 2022 erreichte Johannes Mezgolits 64,20 Prozent im ersten Wahlgang und blieb somit Bürgermeister von Donnerskirchen.

### Chronik der Richter und Bürgermeister
| von Jahr | bis Jahr | Dorfrichter                  |
| -------- | -------- | ---------------------------- |
| 1734     | 1736     | Matthias Frankl              |
| 1737     | 1739     | Matthias Hackstock           |
| 1740     | 1744     | Georg Wimber                 |
| 1746     | 1748     | Michael Fux und Georg Wimber |
| 1749     | 1755     | Georg Wimber                 |
| 1756     | 1763     | Anton Reinprecht             |
| 1764     | 1770     | Franz Rohrer                 |
| 1771     | 1776     | Martin Wimmer                |
| 1777     |          | Michael Fux                  |
| 1778     | 1786     | Josef Palheim                |
| 1787     | 1791     | Frantz Payr                  |
| 1792     | 1802     | Josef Palheim                |
| 1803     | 1816     | Franz Kögel                  |
| 1817     | 1821     | Joseph Eibeck                |
| 1822     | 1829     | Joseph Wachter               |
| 1830     | 1840     | Johann Schratzenthaler       |
| 1841     | 1855     | Joseph Kroyer                |
| 1856     | 1860     | Johann Steiner               |

| von Jahr | bis Jahr | Dorfrichter       |
| -------- | -------- | ----------------- |
| 1861     | 1862     | Michael Ehn       |
| 1863     | 1866     | Franz Rohrer      |
| 1867     | 1868     | Josef Striok      |
| 1869     | 1871     | Josef Hering      |
| 1872     | 1873     | Josef Kamper      |
| 1874     |          | Michael Büller    |
| 1874     | 1884     | Michael Ehn       |
| 1885     | 1887     | Andreas Ehn       |
| 1888     | 1890     | Paul Ehn          |
| 1891     | 1894     | Josef Bayer       |
| 1895     | 1899     | Paul Ehn          |
| 1900     | 1902     | Michael Reisinger |
| 1903     | 1908     | Nemeth Janos      |
| 1912     | 1920     | Stiglitz Ferenz   |
| 1920     | 1921     | Bayer Josef       |
| 1909     | 1911     | Josef Suchentrunk |
| 1921     | 1923     | Michael Kroyer    |

| von Jahr  | bis Jahr   | Bürgermeister                     |
| --------- | ---------- | --------------------------------- |
| 1923      | 1927       | Josef Suchentrunk                 |
| 1927      | 1931       | Franz Schratzenthaler             |
| 1931      | 13.3.1938  | Franz Stiglitz                    |
| 13.3.1938 | 31.12.1938 | Franz Schratzenthaler (Gde-Verw.) |
| 1939      | 2.4.1945   | Franz Schratzenthaler (Bürgerm.)  |
| 2.4.1945  | 1946       | Josef Engel                       |
| 1946      | 1949       | Martin Hauser                     |
| 1949      | 1950       | Johann Bayer                      |
| 1951      | 1958       | Michael Weißenbäck                |
| 1959      | 1972       | Johann Neumayer                   |
| 1972      | 1977       | Josef Bayer                       |
| 1977      | 1987       | Stefan Leeb                       |
| 1987      | 1992       | Josef Bayer                       |
| 1992      | 2012       | Josef Frippus                     |
| seit 2012 | seit 2012  | Johannes Mezgolits                |

### Wappen
In Blau auf Grund eine silber glänzende, rotbedachte Kirche, mit drei geöffneten Rundbogenfenstern und einem großartigen Turm, dessen Dach einmal abgesetzt und mit einem Kreuz besteckt ist.

### Gemeindepartnerschaft
Seit 1979 pflegt Donnerskirchen eine Partnerschaft mit Klaus in Vorarlberg.

## Persönlichkeiten

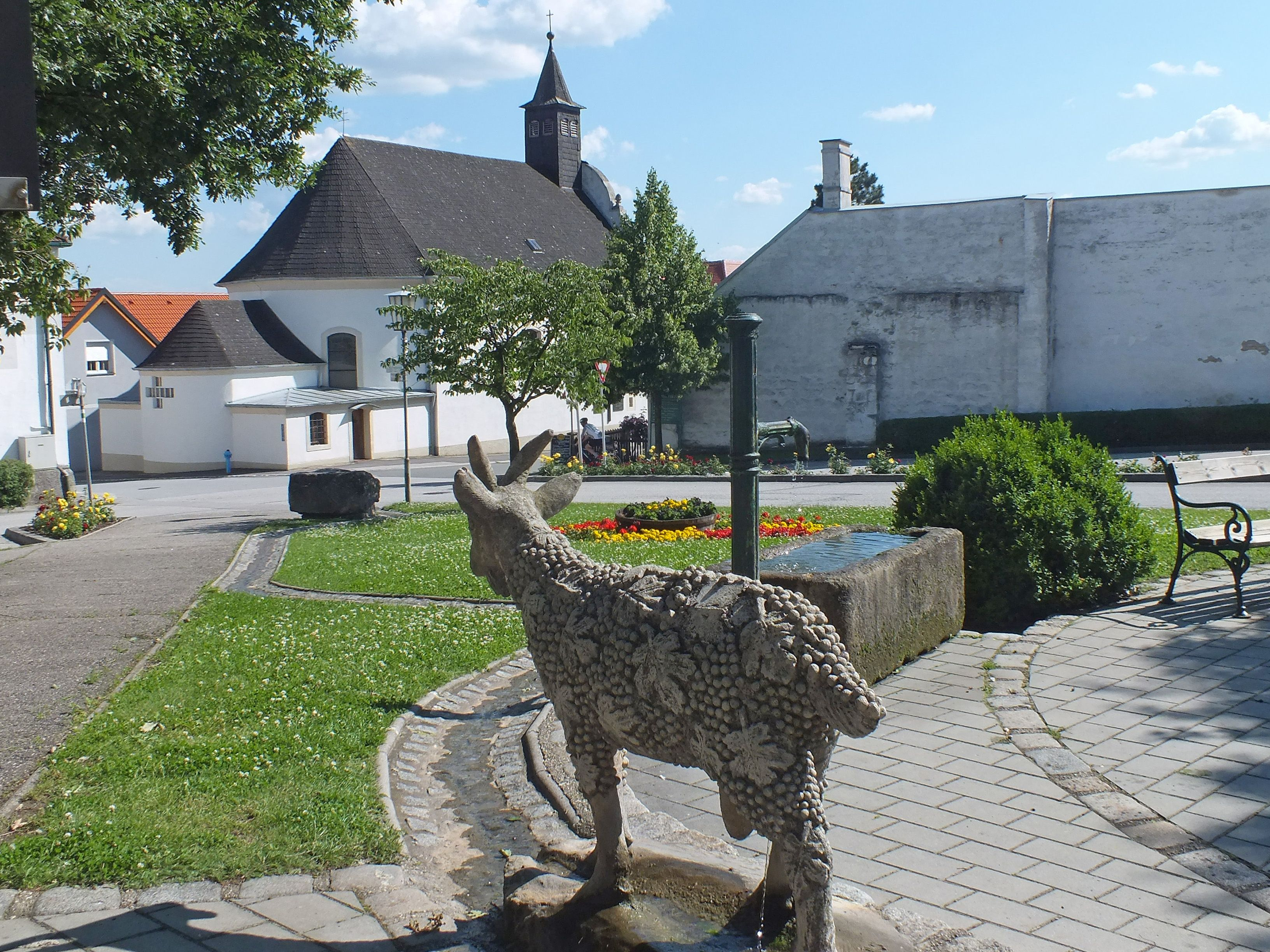
Gemeindeplatz mit Filialkirche hl. Johannes Nepomuk

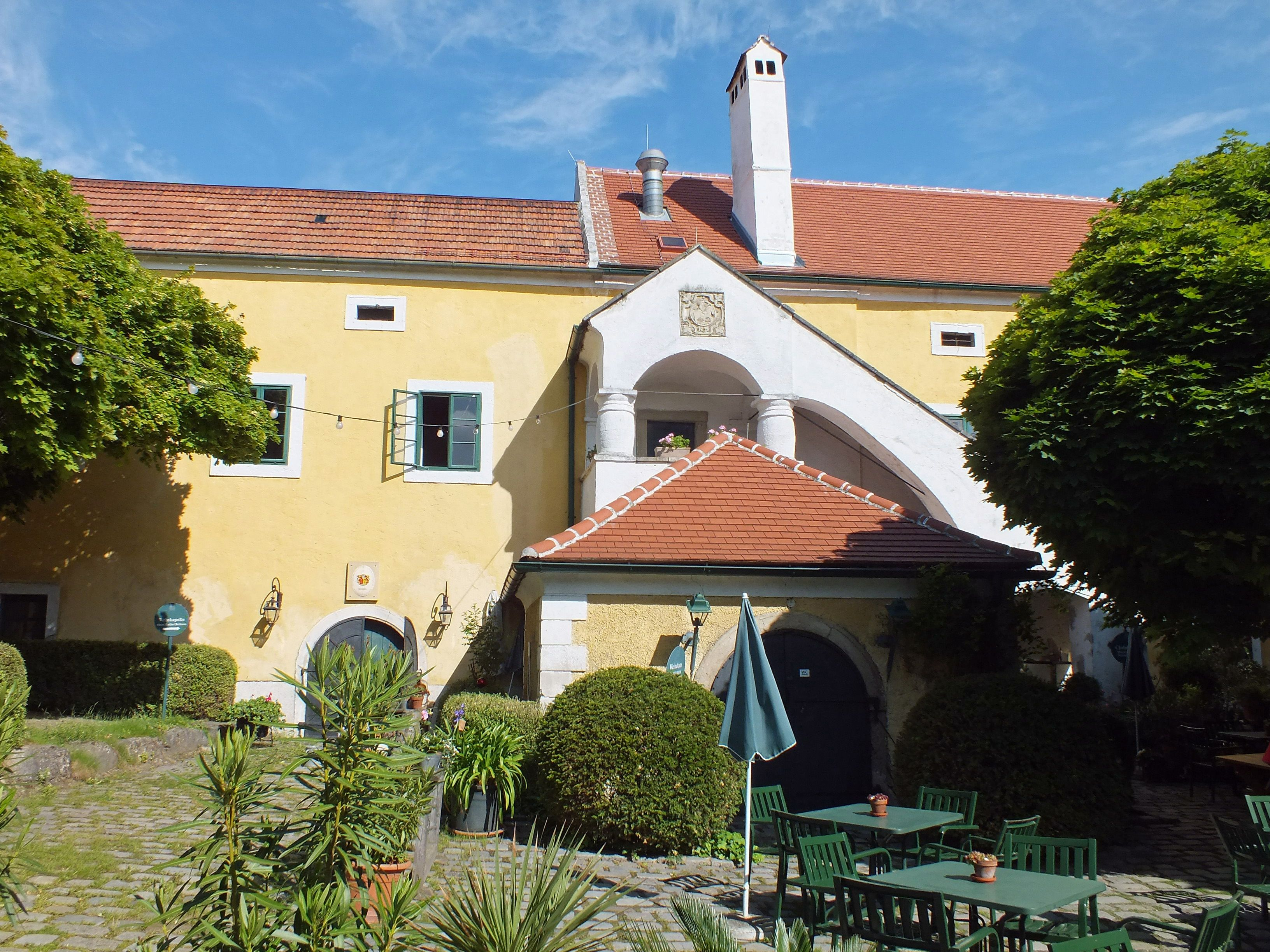
Im Leisserhof (Martinsschlössl)

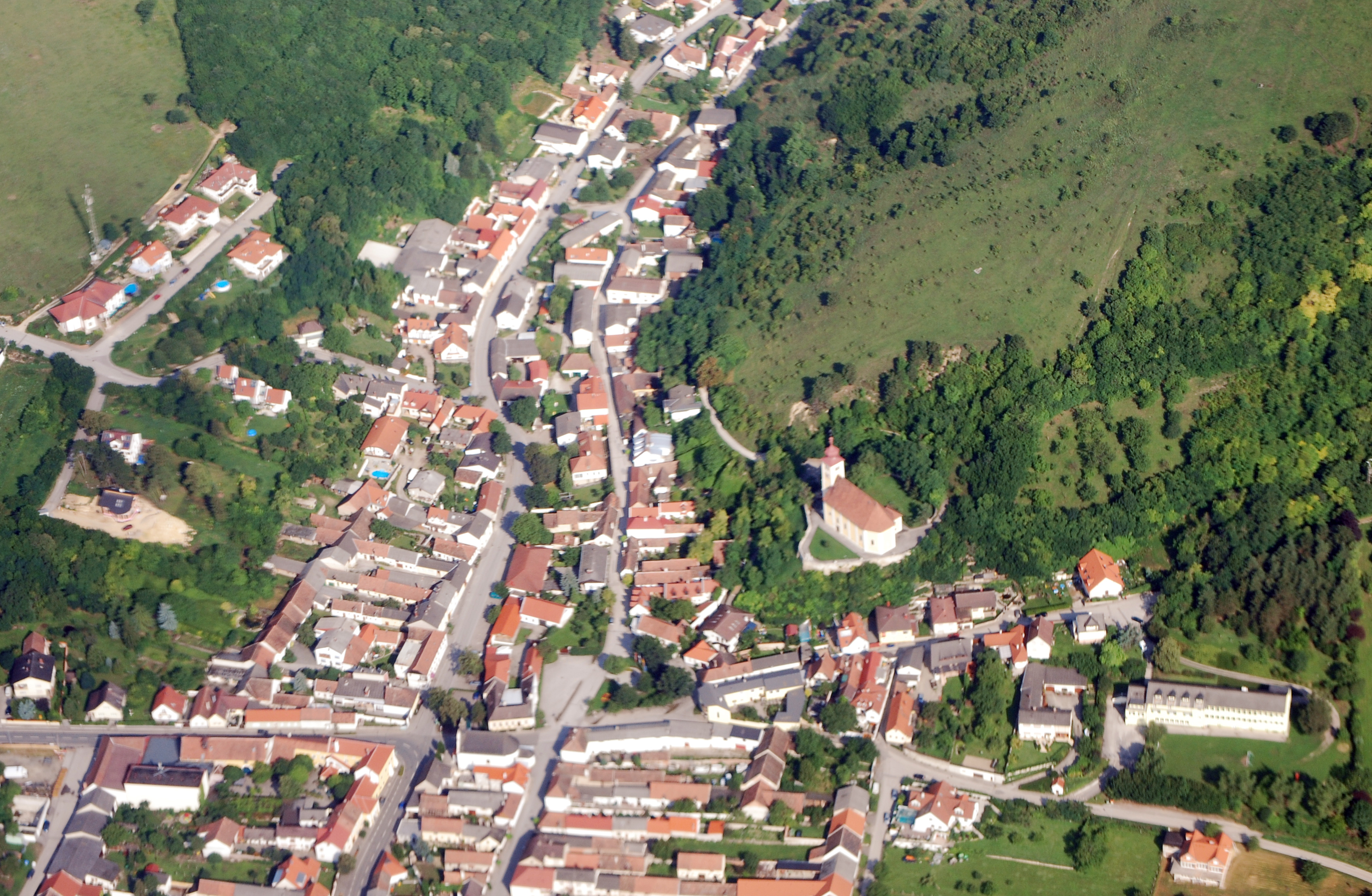
Zentrum von Südosten

- Johannes Huber (1877–1947), österreichisch-ungarischer Journalist, Politiker und Geistlicher
- Rudolf Kroboth (1887–1964), Politiker und Landwirt
- Herbert Janata (* 1940), als Mitglied der Worried Men Skiffle Group Träger des Silbernen Verdienstzeichens des Landes Wien
- Sebastian Janata (* 1988), Schriftsteller, Musiker, Produzent und Mitglied der Gruppe „Ja, Panik“
- Hans Krenn (* 1934), Maler und Schriftsteller
- Konrad Nikolaus Kleiner (* 1953), Sportwissenschaftler
- Andreas Liegenfeld (* 1964), Politiker und Weinbauer
- Isabella Mayer (* 1992), österreichische Weinkönigin
- Franz Strobl (1897–1980), Politiker und Regierungsforstdirektor